# Miejski Stadion Sportowy KSZO w Ostrowcu Świętokrzyskim

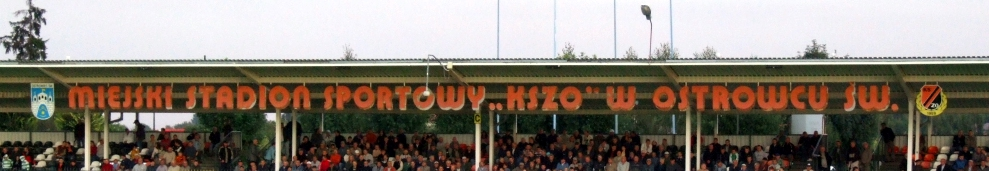
Nazwa stadionu na trybunie od ul. Traugutta

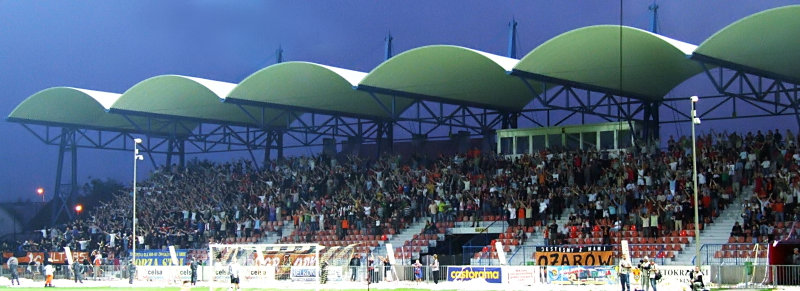
Zachodnia trybuna stadionu KSZO

Miejski Stadion Sportowy "KSZO" – stadion, na którym rozgrywa mecze piłki nożnej drużyna KSZO 1929 Ostrowiec Świętokrzyski.

## Historia[1][2]
W 1931 roku rozpoczęto budowę stadionu, którego przede wszystkim potrzebowała sekcja lekkoatletyczna. Niewielki teren na stadion, w trójkącie dzisiejszych ulic Świętokrzyskiej, Traugutta i Zgoda, przeznaczyły Zakłady Ostrowieckie. W tymże roku zbudowano płytę stadionu do rozgrywek piłkarskich z 400-metrową bieżnią żużlową oraz boiska do siatkówki i koszykówki. W kolejnych latach powstały budynek socjalny oraz hala widowiskowo-treningowa. Ostatecznie budowę ukończono w 1934 roku.
W 1956 roku, po awansie KSZO do III ligi, rozpoczęto modernizację stadionu. Prace trwały do połowy 1958 roku. W ich trakcie usunięto starą nawierzchnię bieżni okalającej płytę boiska, wykonano drenowanie murawy i jej kapitalny remont oraz wykończono trybuny na 5000 miejsc siedzących.
Na potrzeby rozgrywanej w 1975 roku w Ostrowcu Świętokrzyskim Ogólnopolskiej Spartakiady Młodzieży Szkół Przyzakładowych zadaszono trybuny od ulic Nowotki (obecnie ul. Świętokrzyska) i Traugutta. Zbudowano również konstrukcję pod tablicę i zegar, którego jednak nigdy nie zamontowano.
W 1995 roku stadion przejęła gmina Ostrowiec Świętokrzyski. Po awansie KSZO do ekstraklasy w 1997 roku rozpoczęła się modernizacja obiektu. Prace objęły montaż ponad 2000 krzesełek, boksy dla zawodników rezerwowych i obsługi technicznej, zadaszenie trybun od strony wschodniej, wykonanie sektora dla osób niepełnosprawnych i budowę dodatkowego wejścia na obiekt od ul. Traugutta. Samo boisko zostało powiększone o 2,5 metra wzdłuż i wszerz kosztem bieżni.
W listopadzie 2001 roku oddano do użytku nową trybunę od strony ul. Zgoda z charakterystyczną konstrukcją dachu i szatniami umieszczonymi pod trybuną. W 2002 roku dobudowano trybunę za przeciwległą bramką, zamontowano monitoring oraz cztery maszty oświetleniowe. Inauguracja sztucznego oświetlenia miała miejsce 27 lipca 2002 roku w towarzyskim spotkaniu z MZKS Kozienice.

## Plany dalszej rozbudowy
Pierwotnie wraz z budową nowej hali widowiskowo-sportowej planowano postawienie nowych trybun od ulic Świętokrzyskiej i Traugutta. Jednakże z powodów finansowych na razie zrezygnowano z ich budowy.

## Ważniejsze wydarzenia

### Mecze reprezentacji Polski
- 15 marca 1995:  Polska –  Litwa 4:1 (3:0)
- 16 października 2002:  Polska –  Nowa Zelandia 2:0 (0:0)
- 2 kwietnia 2003:  Polska –  San Marino 5:0 (2:0) (eME 2004)
- 16 listopada 2005:  Polska –  Estonia 3:1 (1:0) (towarzyski)

### Mecze kobiecej reprezentacji Polski w piłce nożnej
- 21 czerwca 1997:  Polska –  Jugosławia 3:0 (0:0)
- 12 września 1998:  Polska –  Szwajcaria 0:1 (0:1) eMŚ
- 11 listopada 2022:

 Polska -  Rumunia 6:0 (3:0) mecz towarzyski

### Mecze oSuperpuchar Polski
- 22 września 1999: Wisła Kraków - Amica Wronki 0:1 (0:0)
- 20 lipca 2008: Wisła Kraków - Legia Warszawa 1:2 (1:1)

### Inne
- 6 maja 1998: Mecz pomiędzy Reprezentacją Ligi Polskiej a Zagranicznymi Gwiazdami Ligi Polskiej
- Mecze reprezentacji młodzieżowych

## Mecze KSZO wEkstraklasiez najwyższą liczbą widzów
| Liczba widzów | Rywal                  | Data       | Wynik |
| ------------- | ---------------------- | ---------- | ----- |
| 13.000        | Lech Poznań            | 9.08.1997  | 0:0   |
| 12.000        | Odra Wodzisław         | 31.08.1997 | 3:1   |
| 12.000        | Legia Warszawa         | 8.11.1997  | 0:1   |
| 12.000        | Widzew Łódź            | 23.11.1997 | 2:0   |
| 11.000        | Górnik Zabrze          | 20.08.1997 | 4:5   |
| 11.000        | Ruch Chorzów           | 13.09.1997 | 0:0   |
| 10.000        | Dyskobolia Grodzisk    | 28.09.1997 | 0:2   |
| 10.000        | Zagłębie Lubin         | 14.03.1998 | 0:1   |
| 10.000        | Legia Warszawa         | 14.09.2002 | 1:1   |
| 9.000         | Polonia Warszawa       | 18.04.1998 | 1:2   |
| 8.500         | Wisła Kraków           | 21.07.2001 | 0:1   |
| 8.500         | Szczakowianka Jaworzno | 10.08.2002 | 3:1   |
| 8.000         | Stomil Olsztyn         | 19.10.1997 | 2:0   |
| 8.000         | Petrochemia Płock      | 16.05.1998 | 2:1   |
| 8.000         | Zagłębie Lubin         | 24.08.2002 | 1:0   |
| 8.000         | Górnik Zabrze          | 28.09.2002 | 1:2   |

## Dojazd
- MPK Ostrowiec - autobusy: 1, 4, 5, 6, 12, 13[5]